# Agylla nitidalis
Agylla nitidalis là một loài bướm đêm thuộc phân họ Arctiinae, họ Erebidae.